# 安田好隆
安田 好隆（やすだ よしたか、1984年9月19日 - ）は、東京都出身のサッカー指導者。

## 来歴
高校時代から指導者を目指し、母校の國學院久我山高校で指導にあたる。横河武蔵野FCを経て2007年8月にメキシコへ渡り、サッカースクールの監督やスポーツコーディネーターとして活動した。2011年9月からはポルトガルのポルト大学スポーツ学部大学院へ進学。同大学教授のヴィトール・フラーデが創案、ジョゼ・モウリーニョが実践するトレーニング方法論「戦術的ピリオダイゼーション」を学ぶ。2012-2013年シーズンはクラブ全体で戦術的ピリオダイゼーションを採用するFC Fozのユースチームを指導した。
2014年、東京ヴェルディコーチに就任。同年9月、監督の三浦泰年とともに解任された。
2016年、アルビレックス新潟トップチームコーチに就任。9月27日に退任した。
2017年、大分トリニータのコーチに就任。2021年にはヘッドコーチを務めた。
2022年、ガンバ大阪のヘッドコーチに就任。大分時代から引き続き監督・片野坂知宏の下で指導に当たった。チームの不振の影響もあり同年8月からは松田浩に監督が交代 となったが、安田はそのままヘッドコーチをシーズン終了まで務めた。
2023年、水戸ホーリーホックのヘッドコーチに就任。2024年11月、退任を発表。

## 学歴
- 國學院大學久我山高等学校
- ポルト大学スポーツ学部大学院修士課程

## 指導歴
- 2003年 - 2004年  國學院大學久我山高等学校 コーチ
- 2005年 - 2006年  横河武蔵野FC
  - 2005年 U-13監督兼U-15コーチ
  - 2006年 U-12監督兼U-11&U-10コーチ
- 2007年  Academia de futbol Atlas Libertad U-12監督
- 2008年  Chivas Deportivo Morelos U-13&U-12監督
- 2008年 - 2009年  Pachuca ADALU
  - 2008年 U-13監督
  - 2009年 U-14監督兼U-15監督
- 2010年  チェトゥマルFC コーチ
- 2011年  横河武蔵野FC U-11&U-10監督兼U-12コーチ
- 2011年  FCポルト U-11スクール選抜 コーチ
- 2012年 - 2013年  FC Foz U-19監督兼U-17コーチ
- 2014年 - 2014年9月  東京ヴェルディ コーチ
- 2015年  柏レイソル U-18コーチ
- 2016年 - 2016年9月  アルビレックス新潟 コーチ
- 2017年 - 2021年  大分トリニータ
  - 2017年 - 2020年 コーチ
  - 2021年 ヘッドコーチ
- 2022年  ガンバ大阪 ヘッドコーチ
- 2023年 - 2024年  水戸ホーリーホック ヘッドコーチ

## 資格
- 日本サッカー協会公認A級コーチライセンス[11]
- メキシコサッカー協会公認ライセンス レベル4[1]